# Фотограма
Фотограмата е фотографско изображение, получено (без фотоапарат) чрез поставяне на обекти директно върху повърхността на фоточувствителен материал, като например фотографска хартия, и след това излагане на материала на светлина. Резултатът е образ-силует, чиято наситеност е различна според прозрачността на използваните обекти, като участъците от хартията, върху които не е попаднала светлина, са светли, а тези, върху които е попаднала, са тъмни според законите на фоточувствителността.
По тази причина полученият образ е негатив и често много прилича на изображение, изготвено с рентгенови лъчи. Този метод за получаване на изображения може би най-често се свързва с името на Ман Рей и неговите проекти с т. нар. „рейограми“. Други творци, които са експериментирали с тази техника, са Ласло Мохой-Над, Кристиан Шад (който е наричал изображенията „шадограми“), Имоген Кънингам и дори Пабло Пикасо.

## Техника на получаване
Както при всички фотографски процеси, и при фотограмите е необходима светлина. Най-често използваният източник на светлина за тази цел е увеличителният прожектор, който се използва при стандартното отпечатване от негатив, но може да бъде използван всякакъв източник на светлина, като например слънцето. Хартията се закрепва в печатарска рамка в обичайните условия на тъмната стая. Предметите, които ще бъдат използвани за изготвянето на изображението, се поставят върху хартията.
Когато се постигне желаната композиция, хартията се осветява с увеличителния прожектор (необходимо е да се направят проби, за да се провери колко време за осветяване и широчина на отвора са нужни). Накрая хартията се обработва по обичайния начин – с химикали за проявяване на изображението, измива се и се суши.

## История
Част от първите снимки в историята на фотографията са фотограми. Уилям Хенри Фокс Талбът е създал много такива изображения (които е наричал „фотогенни рисунки“) като е поставял листа и парчета плат, например дантела, върху листове фоточувствителна хартия и след това ги е оставял на открито на слънце, за да ги освети. Така се е получавал цялостен тъмен фон с бели контури на използвания предмет (който е спрял достъпа на светлината до хартията).
Също така в ранната история на фотографията Анна Аткинс издава книга със свои фотограми, която е първата излязла книга с фотографски изображения. Тези фотограми приличат на изображенията, правени от Талбът, по това, че показват главно ботанически екземпляри (тоест растения), но се различават значително по изгледа си, тъй като са били изготвени чрез цианотипен процес, поради което са сини, за разлика от по-традиционните кафяво-черни изображения, получени със сребърни соли. Тази книга, отпечатана само веднъж, още може да бъде видяна в Националния музей на информационните средства в Брадфорд, Англия.

## Рейограми
Фотограмите са предизвикали изненада, когато са били използвани отново през двайсети век от редица фотографи, особено от Ман Рей, който ги е наричал „рейограми“. Стилът му се отличава с използване на типичната за негативните изображения изчистеност от детайли и неочакваност и с необичайни съчетания от предмети, които могат да бъдат разпознати (например лъжици и перлени огърлици).
Рей също така е осветявал различните предмети в една и съща фотограма за различно време и е местел предметите по време на осветяването им.

## Снимане без фотоапарат
Съществува голям набор от техники за получаване на фотографски изображения (тоест такива, получени със светлина) без да се използва фотоапарат. Такива техники се използват при скенерите и фотокопирните машини – и тук дори не се включват печатарските процеси, като съвременната литография и фотогравюра.
Експериментирането с такива техники става популярно през 60-те години на двайсети век, когато творци като Робърт Раушенберг започват да прекрачват границите на процеса на получаване на фотографски образи.
Правени са експерименти и с други варианти на фотограмите, като тези, които прилагат двойно пречупване на светлината – процес, при който се използва поляризирана вместо нормална светлина, за да се създаде модел на интерференция в кристали и пластмасови предмети, и се получават разноцветни абстрактни картини.